# Tristan Mouric
Tristan Mouric es un atleta paralímpico francés que compitió en los Juegos Paralímpicos de verano e invierno. En total ganó siete medallas de oro, tres de plata y una de bronce.

## Carrera
Inicialmente compitió en los Juegos Paralímpicos de Invierno de 1984 en esquí alpino. También representó a su país en esquí alpino en los Juegos Paralímpicos de invierno en 1988, 1992, 1994 y 1998. 
Representó a Francia en los Juegos Paralímpicos de Verano de 1988 y 1992 en ciclismo. En 1988 ganó la medalla de oro en la competición LC2 de 50 km carretera para hombres. 

## Palmarés

### Ciclismo
| Año  | Competencia                        | Ubicación           | Posición     | Evento                        | Registro |
| ---- | ---------------------------------- | ------------------- | ------------ | ----------------------------- | -------- |
| 1988 | Juegos Paralímpicos de Verano 1988 | Seúl, Corea del Sur | primer lugar | Carretera masculina 50 km LC2 | 1:28:03  |

### Esquí alpino
| Año  | Competencia                          | Ubicación                     | Posición      | Evento                            | Registro |
| ---- | ------------------------------------ | ----------------------------- | ------------- | --------------------------------- | -------- |
| 1984 | Juegos Paralímpicos de invierno 1984 | Innsbruck, Austria            | primer lugar  | Eslalon LW9, hombres              | 1: 33,41 |
| 1984 | Juegos Paralímpicos de invierno 1984 | Innsbruck, Austria            | primer lugar  | Descenso masculino LW9            | 1: 15,28 |
| 1988 | Juegos Paralímpicos de invierno 1988 | Innsbruck, Austria            | primer lugar  | Eslalon LW9, hombres              | 1: 25,45 |
| 1988 | Juegos Paralímpicos de invierno 1988 | Innsbruck, Austria            | primer lugar  | Eslalon gigante LW9, Hombre       | 1: 55,49 |
| 1988 | Juegos Paralímpicos de invierno 1988 | Innsbruck, Austria            | segundo lugar | Descenso masculino LW9            | 1: 21.03 |
| 1992 | Juegos Paralímpicos de invierno 1992 | Tignes / Albertville, Francia | tercer lugar  | Eslalon LW1,3,5 / 7,9 para hombre | 1: 26,76 |
| 1994 | Juegos Paralímpicos de invierno 1994 | Lillehammer, Noruega          | segundo lugar | Eslalon LW9, hombres              | 1: 37,93 |
| 1994 | Juegos Paralímpicos de invierno 1994 | Lillehammer, Noruega          | primer lugar  | Hombres Super-G LW9               | 1: 22,31 |
| 1994 | Juegos Paralímpicos de invierno 1994 | Lillehammer, Noruega          | segundo lugar | Eslalon gigante LW9, Hombre       | 2: 35,60 |
| 1994 | Juegos Paralímpicos de invierno 1994 | Lillehammer, Noruega          | primer lugar  | Descenso masculino LW9            | 1: 19,87 |